# Giubba Rossa
Giubba Rossa è stata una testata a fumetti a strisce di produzione britannica tradotta e adattata per il mercato italiano da Gian Luigi Bonelli e pubblicata dalle Edizioni Araldo dal 1959 al 1962. La serie è incentrata sul personaggio del sergente Dick della polizia a cavallo canadese.

## Storia editoriale
La testata ha esordito nel giugno 1959 ed è stata edita nel formato a strisce fino al settembre 1962 pubblicando 26 numeri divisi in quattro serie. La serie era di produzione britannica, i personaggi originali sono Thunder Jack e Dick Daring, e venne tradotta da Gian Luigi Bonelli e adattata da disegnatori come Virgilio Muzzi, Sergio Tarquinio e Gallieno Ferri che ritoccarono le tavole originali. Terminato il materiale originale inglese, la serie proseguì con storie realizzate da Gian Luigi Bonelli e dal disegnatore Franco Bignotti. La serie venne poi ristampata nel formato bonelliano all'interno della collana Zenit, dal n° 18 al n° 22 della seconda serie. In questa collana, nel n. 22 è apparsa un'avventura extra di Giubba Rossa, intitolata Il totem d'oro. Inoltre, nei primi anni sessanta, in appendice alle strisce di Zagor sono state pubblicate due brevi storie di Giubba Rossa, intitolate L'oro di Uncle Bill e La foresta in fiamme, trasposizioni italiane di due storie di Thunder Jack / Dick Daring già pubblicate in Gran Bretagna. Un'ulteriore storia inedita di Giubba Rossa, "La rivolta dei Cherokees", disegnata da Renzo Calegari, è stata pubblicata all'interno delle strisce del Piccolo Ranger. Nelle strisce di Giubba Rossa sono stati pubblicati alcuni racconti in prosa di Valerio Bortolazzi, che non hanno nulla a che fare con Giubba Rossa. 

### Elenco degli albi
- Prima serie

1. Giubba Rossa
2. I predoni del fiume
3. L'inferno bianco
4. La scure di guerra
5. Il nemico nell'ombra
6. La trappola dei Dakotas

- Seconda serie

1. Il fiume bianco
2. La Valle Rossa
3. I tre evasi
4. La grande invasione
5. Il re della montagna
6. Sabbie mobili
7. La miniera nascosta
8. Il lupo dei boschi

- Terza serie

1. Alaska
2. Il fantasma della miniera
3. L'arco d'oro
4. L'evaso di Forte Grant
5. La valanga mortale
6. La cortina di fuoco

- Quarta serie

1. La caverna dei mammouts
2. La grande caccia
3. Gli sciacalli dello Yukon
4. L'isola misteriosa
5. Gli ultimi vikinghi
6. Il prigioniero di Truvor

### Raccoltine
- Prima serie

1. Giubba Rossa
2. L'inferno bianco
3. Il nemico nell'ombra

- Seconda serie

1. Il fiume bianco
2. I tre evasi
3. Il re della montagna
4. La miniera nascosta

- Terza serie

1. Alaska
2. L'arco d'oro
3. La valanga mortale

- Quarta serie

1. La grande caccia
2. L'isola misteriosa
3. Gli ultimi vikinghi